# Germán Denis
Germán Denis (Remedios de Escalada, 10 september 1981) is een Argentijns voetballer die bij voorkeur als aanvaller speelt. Hij tekende in juni 2012 een in eerste instantie driejarig contract bij Atalanta Bergamo, dat hem in het voorgaande jaar al huurde van Udinese. Denis debuteerde in 2007 in het Argentijns voetbalelftal.

## Clubcarrière

### Napoli
SSC Napoli kocht Denis in juli 2008 voor 7,1 miljoen van CA Independiente. Zijn eerste optreden voor de Napolitanen was een oefenwedstrijd tegen het Oostenrijkse Jenersdorf. Hij scoorde daarin meteen een hattrick. Op 14 augustus 2008 scoorde Denis zijn eerste officiële doelpunt voor Napoli, in de UEFA Cup-voorronde tegen Vllaznia Shkodër. Op 29 oktober 2008 scoorde hij zijn eerste hattrick in de Serie A, tegen Reggina. Toen Roberto Donadoni de nieuwe coach werd, koos die voor de tandem Zalayeta-Lavezzi. Hierdoor daalden Denis' speelkansen aanzienlijk.

### Udinese
In augustus 2010 kocht Udinese Denis voor 2 miljoen euro van Napoli. Clubicoon Antonio Di Natale kreeg meestal de voorkeur in de basis, waardoor hij regelmatig op de reservebank zat. In twee seizoenen scoorde hij vier doelpunten in 25 wedstrijden voor de Noord-Italiaanse club.

### Atalanta
In augustus 2011 huurde het dan net naar de Serie A gepromoveerde Atalanta Bergamo Denis een jaar van Udinese. In de eerste helft van het seizoen scoorde hij 12 doelpunten in 16 wedstrijden. Op 26 februari 2012 scoorde hij een hattrick tegen AS Roma. Hij beëindigde het seizoen met 16 doelpunten.
In november 2011 kondigde Atalanta-preses Pierpaolo Marino aan dat zijn club definitief Denis definitief wilde overnemen van Udinese. Op 19 juni 2012 tekende hij een driejarig contract bij de Nerazzurri. Op 7 april 2013 scoorde Denis een hattrick voor Atalanta op het veld van Inter Milan. Nadat Inter met 3-1 op voorsprong kwam, scoorde hij een hattrick en besliste zo de wedstrijd in het voordeel van de bezoekers (3-4).